# Чемпионат КОНКАКАФ по пляжному футболу
Отборочный турнир к чемпионату мира по пляжному футболу в зоне КОНМЕБОЛ (исп. Clasificación de Concacaf para la Copa Mundial de Fútbol Playa, англ. FIFA Beach Soccer World Cup qualification (CONCACAF), фр. Championnat de football de plage CONCACAF) — международный турнир по пляжному футболу, проводимый под эгидой КОНКАКАФ (Конфедерация футбола Северной и Центральной Америки и стран Карибского бассейна) с целью определения участников чемпионата мира от данной зоны.
Турниры стали проводиться с 2005 года, тогда, а также в 2007 году, прошли общие турниры для сборных КОНКАКАФ и КОНМЕБОЛ (Конфедерация футбола Южной Америки). На тот момент турниры носили статус Чемпионата Америки по пляжному футболу. Полуфиналисты этих турниров получали путёвку на чемпионат мира. В 2006 году прошли два разных чемпионата для стран КОНКАКАФ и КОНМЕБОЛ.
С 2009 года турниры стали проводиться раздельно. В 2011 году статус чемпионата был упразднён и североамериканские сборные стали играть в Отборочном турнире к чемпионату мира по пляжному футболу.

## Совместный чемпионат (с КОНМЕБОЛ)
| Год  | Место                                | Финал      | Финал | Финал        | Матч за 3-е место | Матч за 3-е место | Матч за 3-е место |
| Год  | Место                                | Победитель | Счет  | Второе место | Третье место      | Счет              | Четвертое место   |
| ---- | ------------------------------------ | ---------- | ----- | ------------ | ----------------- | ----------------- | ----------------- |
| 2005 | Копакабана, Рио-де-Жанейро, Бразилия | Бразилия   | 5 : 2 | Уругвай      | США               | 4 : 2             | Аргентина         |
| 2007 | Акапулько, Мексика                   | США        | 4 : 3 | Уругвай      | Аргентина         | 6 : 5             | Мексика           |

### Распределение мест по странам
| Команда   | Победитель | Второе место   | Третье место | Четвертое место |
| --------- | ---------- | -------------- | ------------ | --------------- |
| США       | 1 (2007)   | -              | 1 (2005)     | -               |
| Бразилия  | 1 (2005)   | -              | -            | -               |
| Уругвай   | -          | 2 (2005, 2007) | -            | -               |
| Аргентина | -          | -              | 1 (2007)     | 1 (2005)        |
| Мексика   | -          | -              | -            | 1 (2007)        |

## Чемпионат КОНКАКАФ
| Год  | Место                    | Финал      | Финал      | Финал        | Матч за 3-е место | Матч за 3-е место | Матч за 3-е место |
| Год  | Место                    | Победитель | Счет       | Второе место | Третье место      | Счет              | Четвертое место   |
| ---- | ------------------------ | ---------- | ---------- | ------------ | ----------------- | ----------------- | ----------------- |
| 2006 | Пунтаренас, Коста-Рика   | США        | Н/Д        | Канада       | Коста-Рика        | Н/Д               | Мексика           |
| 2008 | Пуэрто-Вальярта, Мексика | Мексика    | Н/Д        | Сальвадор    | США               | Н/Д               | Коста-Рика        |
| 2009 | Пуэрто-Вальярта, Мексика | Сальвадор  | 6 : 3      | Коста-Рика   | Мексика           | 5 : 4             | США               |
| 2011 | Пуэрто-Вальярта, Мексика | Мексика    | 5 : 3      | Сальвадор    | США               | 7 : 5             | Коста-Рика        |
| 2013 | Нассау, Багамы           | США        | 5 : 4 (ОТ) | Сальвадор    | Мексика           | 8 : 7             | Коста-Рика        |
| 2015 | Лас-Пас, Сальвадор       | Мексика    | 4 : 0      | Коста-Рика   | Сальвадор         | 5 : 2             | США               |
| 2017 | Нассау, Багамы           | Панама     | 4 : 2      | Мексика      | Сальвадор         | 7 : 2             | Гваделупа         |
| 2019 | Пуэрто-Вальярта, Мексика | Мексика    | 6 : 2      | США          | Сальвадор         | 8 : 3             | Панама            |
| 2021 | Алахуэла, Коста-Рика     | Сальвадор  | 6 : 4      | США          | Гватемала         | 5 : 2             | Мексика           |
| 2023 | Нассау, Багамы           | США        | 5 : 0      | Мексика      | Сальвадор         | 3 : 2             | Багамские Острова |

### Распределение мест по странам
| Команда           | Победитель                 | Второе место         | Третье место               | Четвертое место      |
| ----------------- | -------------------------- | -------------------- | -------------------------- | -------------------- |
| Мексика           | 4 (2008, 2011, 2015, 2019) | 2 (2017, 2023)       | 2 (2009, 2013)             | 2 (2006, 2021)       |
| США               | 3 (2006, 2013, 2023)       | 2 (2019, 2021)       | 3 (2008, 2011, 2015)       | 1 (2009)             |
| Сальвадор         | 2 (2009, 2021)             | 3 (2008, 2011, 2013) | 4 (2015, 2017, 2019, 2023) |                      |
| Панама            | 1 (2017)                   | -                    | -                          | 1 (2019)             |
| Коста-Рика        | -                          | 2 (2009, 2015)       | 1 (2006)                   | 3 (2008, 2011, 2013) |
| Канада            | -                          | 1 (2006)             | -                          | -                    |
| Гватемала         | -                          | 1 (2021)             | -                          | -                    |
| Багамские Острова | -                          | -                    | -                          | 1 (2023)             |
| Гваделупа         | -                          | -                    | -                          | 1 (2017)             |